# San Luis (Batangas)
San Luis é um município de  quarta classe de renda municipal (d) na província Batangas, nas Filipinas. De acordo com o censo de 1 de maio  de  2020 possui uma população de 36 172 pessoas e 9 299 domicílios.